# Viscount Rothermere

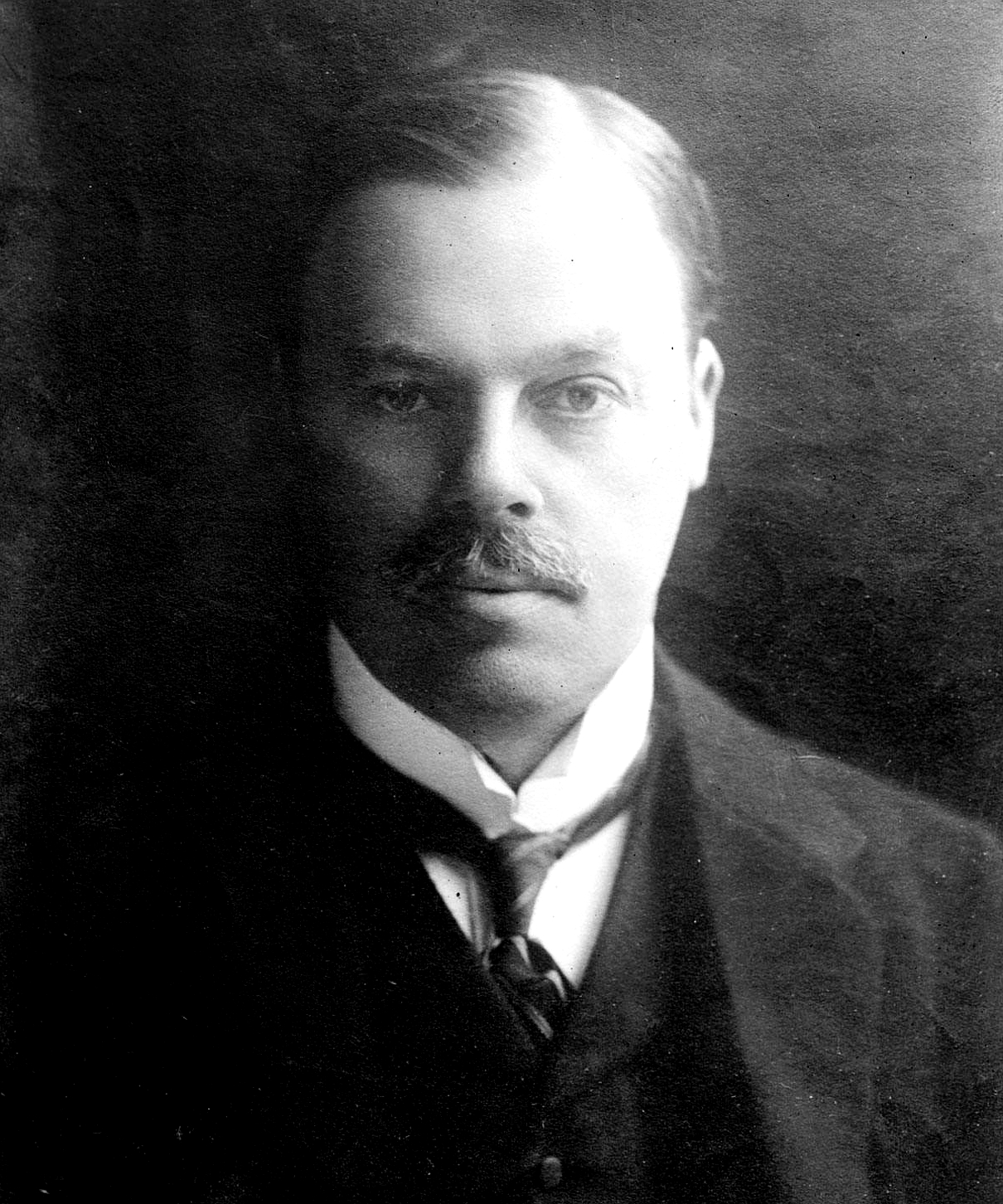
Harold Harmsworth, 1. Viscount Rothermere

Viscount Rothermere, of Hemsted in the County of Kent, ist ein erblicher britischer Adelstitel in der Peerage of the United Kingdom.

## Verleihung
Der Titel wurde am 17. Mai 1919 für den Zeitungsmagnaten Harold Harmsworth, 1. Baron Rothermere, geschaffen. Dieser hatte seine vielgelesenen Boulevardzeitungen ganz in den Dienst der alliierten Kriegspropaganda gestellt. Außerdem war er zeitweise Vorsitzender des Luftwaffenrates (President of the Air Council) in der Regierung Lloyd George gewesen.

## Nachgeordnete Titel
Dem ersten Viscount war bereits am 14. Juli 1910 der Titel Baronet, of Horsey in the County of Norfolk, verliehen worden. Am 17. Januar 1914 wurde er zudem zum Baron Rothermere, of Hemsted in the County of Kent, erhoben. Die Titel gehören zur Baronetage bzw. Peerage of the United Kingdom und werden als nachgeordnete Titel vom jeweiligen Viscount geführt.

## Weitere Titel von Verwandten
Von den vier Brüdern des ersten Viscounts wurde der älteste (Alfred Harmsworth) als Viscount Northcliffe ebenfalls zum Viscount, während ein jüngerer (Cecil Harmsworth) zum Baron Harmsworth erhoben wurde. Die beiden anderen Brüder erhielten Baronetswürden.
Eine Erbberechtigung untereinander besteht allerdings nicht.

## Vermögen
Der jeweilige Viscount ist bislang stets Vorstandsvorsitzender des Daily Mail and General Trust, eines der größten Medienkonzerne im Vereinigten Königreich. Hierzu gehören unter anderem die Zeitungen Daily Mail und Evening Standard sowie diverse Lokalzeitungen, eine Beteiligung an Independent Television News und lokale Radiostationen im Vereinigten Königreich und in Australien.
Die Familie steht mit einem Vermögen von mehr als einer Milliarde Pfund auf Platz 51 der Sunday Times Rich List 2006.

## Liste der Viscounts Rothermere (1919)
- Harold Sydney Harmsworth, 1. Viscount Rothermere (1868–1940)
- Esmond Cecil Harmsworth, 2. Viscount Rothermere (1898–1978)
- Vere Harold Esmond Harmsworth, 3. Viscount Rothermere (1925–1998)
- Harold Jonathan Esmond Vere Harmsworth, 4. Viscount Rothermere (* 1967)

Titelerbe (Heir apparent) ist der Sohn des jetzigen Viscounts, Hon. Richard Jonathan Harold Vere Harmsworth (* 1994).